# Wiktor Rieniejski
Wiktor Iosifowicz Rieniejski (ur. 24 stycznia 1967 w Bobrujsku) – kajakarz, kanadyjkarz. W barwach Związku Radzieckiego i Mołdawii trzykrotny medalista olimpijski.
Brał udział w dwóch igrzyskach przedzielonych ośmioma latami przerwy (IO 88, IO 96). Na obu zdobywał medale w kanadyjkowej dwójce, na obu partnerował mu Nicolae Juravschi. W 1988 w barwach ZSRR zdominowali rywalizację i zwyciężyli na obu rozgrywanych dystansach. W 1996 zajęli drugie miejsce na krótszym z dystansów. W latach 1986–1997 wielokrotnie stawał na podium mistrzostw świata. Dziewięciokrotnie wywalczył złoto (C-2 500 m: 1989, 1990; C-4 500 m: 1989, 1990, 1991; C-4 1000 m: 1990, 1991; C-4 200: 1997), trzykrotnie srebro (C-2 500 m: 1986, 1991, 1995) i raz brąz (C-2 1000 m: 1991). 